# Cattedrali in Bangladesh
Questa è una lista delle cattedrali del Bangladesh.

## Cattedrali cattoliche
| Cattedrale                                     | Arcidiocesi o Diocesi     | Località    | Dedicazione           | Immagine |
| ---------------------------------------------- | ------------------------- | ----------- | --------------------- | -------- |
| Cattedrale di Santa Maria                      | Arcidiocesi di Dacca      | Dacca       | Vergine Maria         |          |
| Cattedrale di Nostra Signora del Santo Rosario | Arcidiocesi di Chattogram | Chittagong  | Madonna del Rosario   |          |
| Cattedrale di San Pietro                       | Diocesi di Barishal       | Barisal     | San Pietro            |          |
| Cattedrale di San Francesco Saverio            | Diocesi di Dinajpur       | Dinajpur    | San Francesco Saverio |          |
| Cattedrale di San Giuseppe                     | Diocesi di Khulna         | Khulna      | San Giuseppe          |          |
| Cattedrale della Divina Misericordia           | Diocesi di Sylhet         | Moulvibazar | Divina Misericordia   |          |
| Cattedrale di San Patrizio                     | Diocesi di Mymensingh     | Mymensingh  | San Patrizio          |          |
| Cattedrale del Buon Pastore                    | Diocesi di Rajshahi       | Rajshahi    | Buon Pastore          |          |

## Cattedrali anglicane
| Cattedrale                | Diocesi                    | Città | Dedicazione | Immagine |
| ------------------------- | -------------------------- | ----- | ----------- | -------- |
| Cattedrale di San Tommaso | Diocesi anglicana di Dacca | Dacca | San Tommaso |          |